# Lastikman
Lastikman é uma telenovela filipina produzida e exibida pela ABS-CBN, cuja transmissão ocorreu em 2007.

## Elenco
- Vhong Navarro - Eskappar/Miguel "Migz" Asis/Lastikman
- Iya Villania - Yellena White
- Gloria Romero - Amon Labao
- Cherie Gil - Ayessa White/Frosta
- Dawn Zulueta - Ruth Abelgas
- Zsa Zsa Padilla - Cynthia "Cindy" Evilone
- John Estrada - Dr. Jared Evilone/Elemento